# Mitterdorf im Mürztal
Mitterdorf im Mürztal is een plaats en voormalige gemeente in de Oostenrijkse deelstaat Stiermarken. Het is een ortschaft van de gemeente Sankt Barbara im Mürztal, die deel uitmaakt van het district Bruck-Mürzzuschlag.
De gemeente Mitterdorf im Mürztal telde in 2013 2380 inwoners. Tot eind 2012 lag ze in het district Mürzzuschlag. In 2015 ging Mitterdorf im Mürztal bij een herindeling samen met Wartberg im Mürztal en Veitsch, waarbij de gemeente Sankt Barbara im Mürztal ontstond.
Stadsgemeenten:
Bruck an der Mur · Kapfenberg · Kindberg · Mariazell · Mürzzuschlag

Marktgemeenten:
Aflenz · Breitenau am Hochlantsch · Krieglach · Langenwang · Neuberg an der Mürz · Sankt Barbara im Mürztal · Sankt Lorenzen im Mürztal · Sankt Marein im Mürztal · Thörl · Turnau

Overige gemeenten:
Pernegg an der Mur · Spital am Semmering · Stanz im Mürztal  · Tragöß-Sankt Katharein
- Gemeinsame Normdatei: 1079636803
- Library of Congress Control Number: n93110682
- Nationale Bibliotheek van Israël: 987007530898005171
- Virtual International Authority File: 149076138
- WorldCat: E39PBJtxb4VJg83CPCyYFBGWDq